# General Belgrano (1824)
El General Belgrano fue un bergantín que sirvió en la Armada Argentina. Exploró la costa septentrional de la Patagonia Argentina y participó de los primeros combates de la Guerra del Brasil siendo hundido en el ataque a la Colonia del Sacramento (1826). El principal apostadero naval de la armada de la República Argentina, Puerto Belgrano, lleva su nombre.

## Historia
En 1823 el gobierno de Martín Rodríguez envió una primera expedición de reconocimiento al área de Bahía Blanca ya que «iba a situarse en el Tandil con un pie de ejército para marchar a Bahía Blanca». Entre marzo y abril de 1824 envió a la goleta Gleaner y la sumaca Mariana con materiales para la construcción de un fuerte, pero la construcción no se concretó.
Manteniendo el objetivo, el teniente coronel de marina Juan Bautista Azopardo recibió el encargo de inspeccionar el bergantín mercante L'Actif (Activo), con matrícula de Nantes, Francia, propiedad de N. Román.
Considerando que podía «emprender largos viajes...excepto al Río Negro de Patagones, por el no exceso de agua en su barra» y «apto para montar sujeto a ordenanzas hasta catorce gónadas de a 10» por decreto del 19 de agosto de 1824 se dispuso la compra en la suma de $10.000.
Construida en 1818 en madera de roble europeo, con una cubierta sostenida por 18 curvas, bien clavado y empernado, sin galera a popa y con arboladura de bergantín, tenía una eslora de 84 pies de Burgos, 73 de quilla, 24 de manga, 13 de puntal, un calado a proa de 8 pies de Burgos y de 12 a popa y un porte de 175 t. En Manila, el año anterior el casco había sido forrado en cobre.
Por disposición del gobierno del 10 de septiembre de ese año fue rebautizado General Belgrano en honor del prócer Manuel Belgrano, incorporándose a la escuadra.
Alistado en guerra y montando las 14 gónadas de a 10 previstas, zarpó del puerto de Buenos Aires el 23 de septiembre de 1824 rumbo a Bahía Blanca para el reconocimiento hidrográfico de la zona.
Era comandada por el teniente Francisco José Seguí, quien llevaba como segundo al mando a Antonio Toll. El piloto de altura contratado era Joaquín Fernández Pareja, quien había cumplido ese cometido en la expedición de 1823.

### Puerto Belgrano
El Belgrano arribó a la boca de la bahía el día 9 de octubre. Durante los siguientes días, Pareja realizó repetidos e infructuosos intentos de entrada, vencido por razones climáticas y el comportamiento extremo de las mareas. El último tuvo lugar el 21 de octubre y esta vez no sólo fracasó sino que a los 11 pies el buque tocó fondo. Seguí consiguió zafar y llevarlo a una profundidad de cinco brazas. En un intento de cumplir sus órdenes de relevar la bahía ordenó a Pareja que partiera del banco del Toro en búsqueda del canal con un bote pero el piloto lo rechazó manifestando que no era piloto práctico sino de altura. Fracasada la misión, el Belgrano regresó a Buenos Aires.
En noviembre de 1824 se encontraba en puerto y tras repararse los daños en quilla, forro y tablazón del buque regresó a tareas de vigilancia en la rada. En tanto, se presentó ante la Capitanía de Puertos una denuncia contra Pareja, quien fue detenido a la espera del correspondiente sumario. El Consejo, presidido por Juan José Paso e integrado por Juan Bautista Azopardo, el capitán del Puerto y el ministro de Guerra y Marina general Francisco de la Cruz, un asesor y un fiscal, tras dejar libre de todo cargo al comandante y su segundo, resolvió que si bien había existido «ignorancia, malicia y negligencia» no encontraba «mérito para una causa criminal... y se inclina a aconsejar a V.E. la mitigación en parte de esa condenación». Sin embargo, aunque se desestimaba la comisión de actos criminales, ante la actuación del piloto se exigía la devolución de la mitad del pago acordado (600 pesos. Al negarse Pareja a devolver el dinero, el ministro De la Cruz ratificó la decisión, agregando la obligación de «pagar el consumo de las raciones desde el día de la prisión» y determinó que si resistía su cumplimiento «pasase en clase de preso a la Cárcel de Deudores».
El 6 de enero de 1825 el Belgrano volvió a zarpar rumbo al sur con el mismo comando pero llevando como piloto de altura a Diego Johnson. Esta vez la expedición logró ingresar a la bahía, reconocer la ensenada, levantar su carta y detectar un fondeadero seguro, que bautizó como Puerto Belgrano en homenaje al bergantín, e indirectamente al prócer, sitio que se convertiría años después en el apostadero de la Flota de Mar, la base Puerto Belgrano.
Pasó luego a San José, controló la caza furtiva, alcanzó la latitud 48° S (a la altura del actual Puerto Deseado) y regresó a Balizas Interiores del puerto de Buenos Aires el 15 de abril de 1825, siendo afectado al servicio de guardia en el puerto.

### Guerra del Brasil

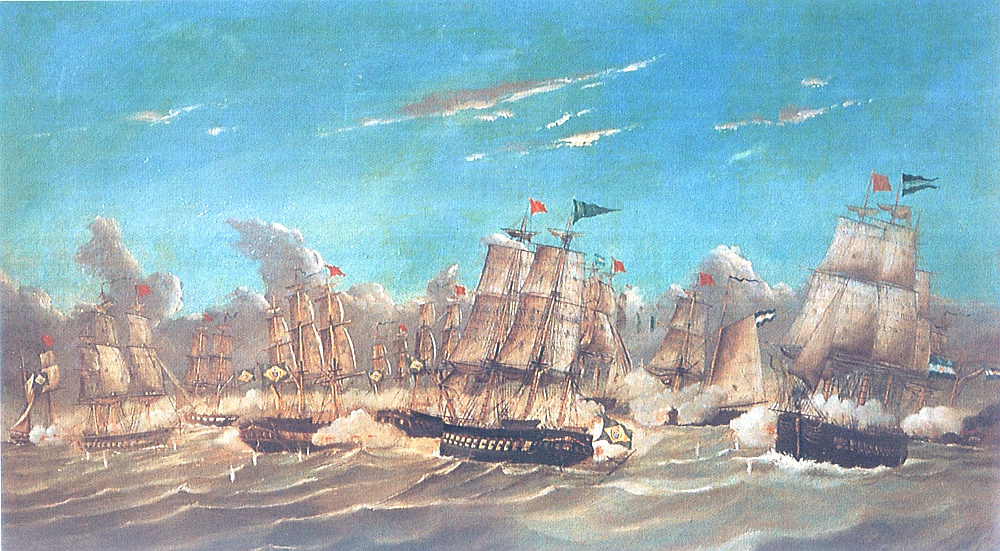
Combate de Punta Colares

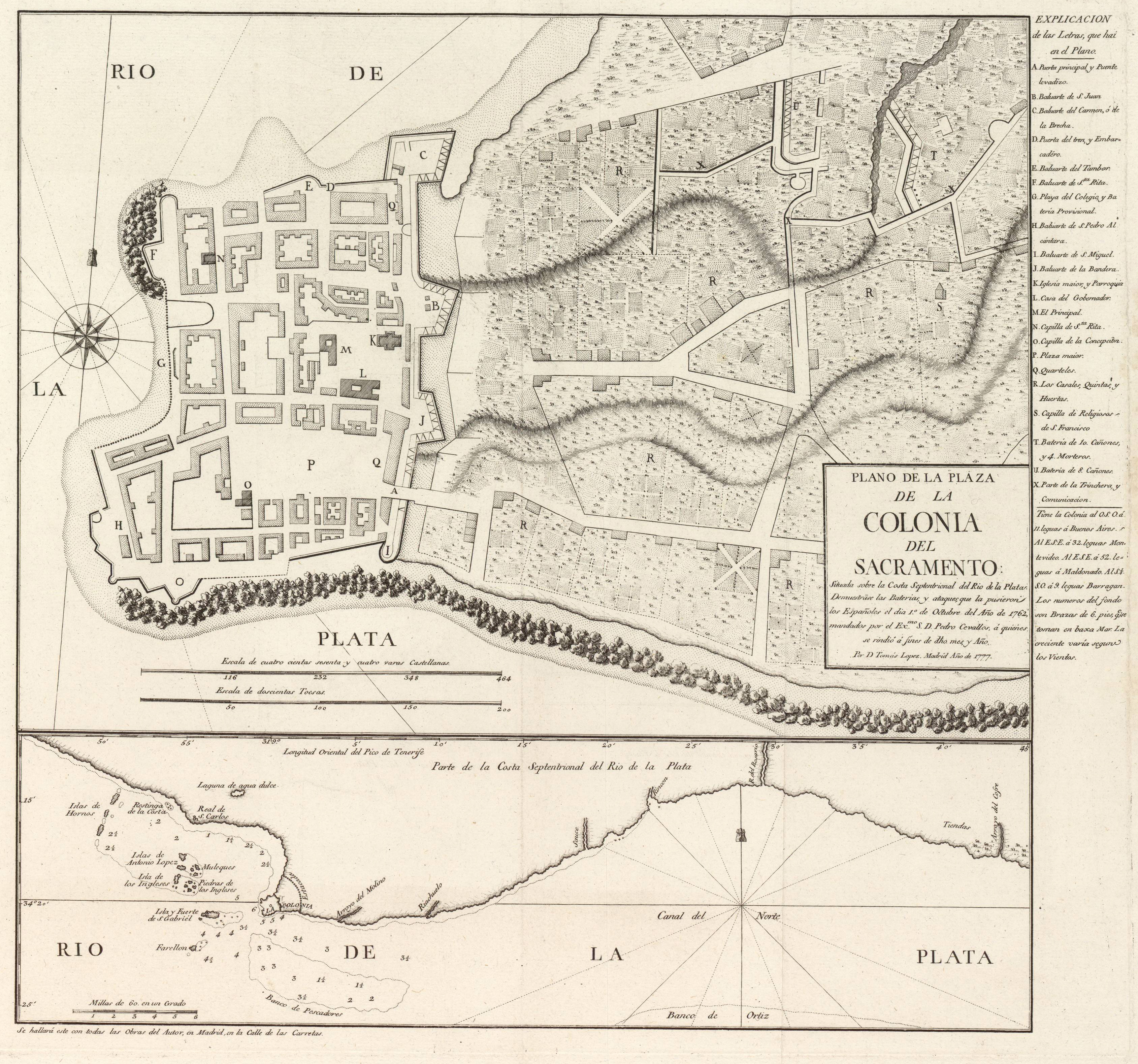
Mapa de Colonia del Sacramento (1777)

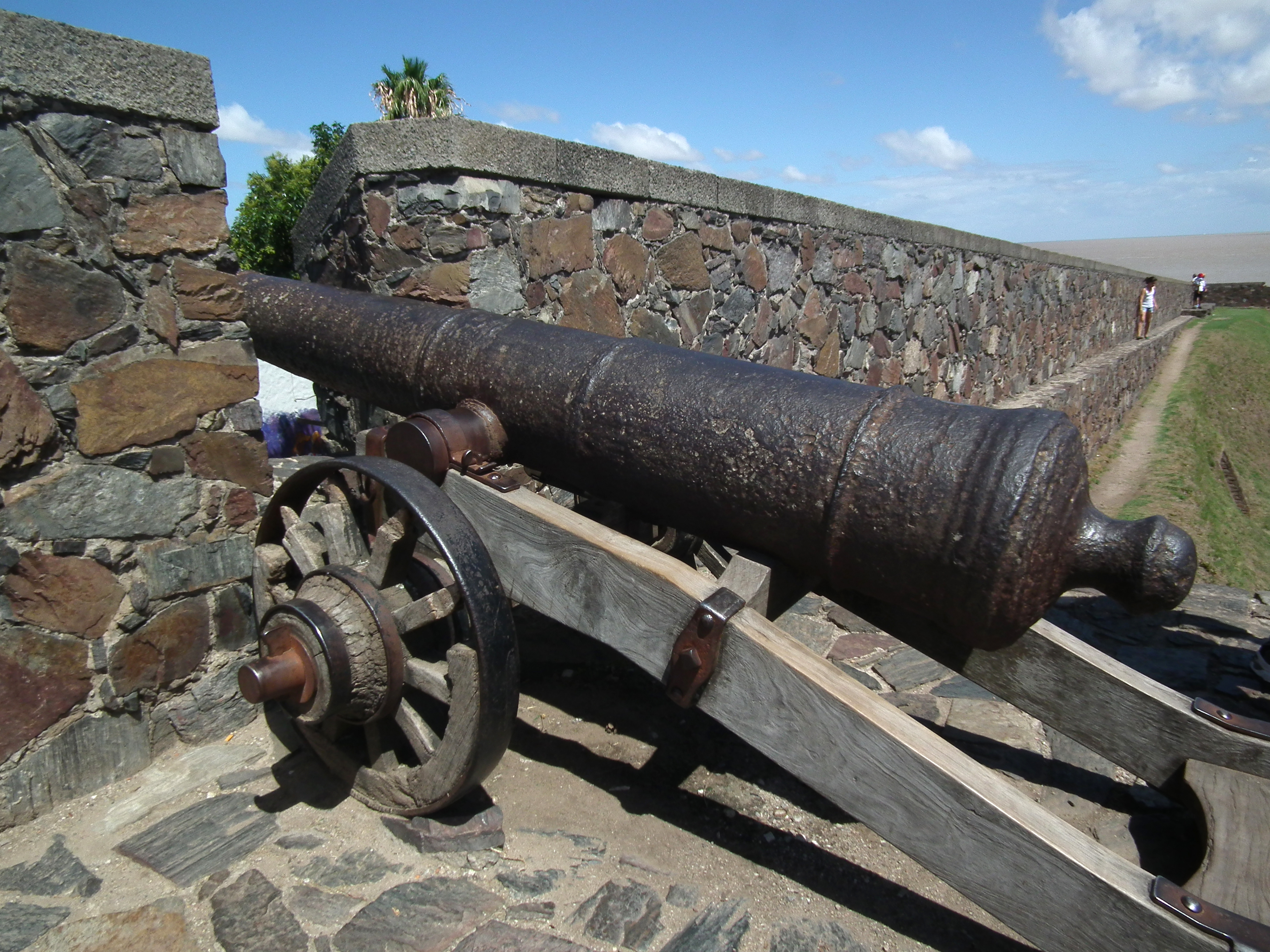
Cañón en las murallas de Colonia del Sacramento

Al estallar la guerra con el Imperio del Brasil el General Belgrano se sumó a la exigua escuadra que al mando superior de Guillermo Brown procuró combatir el bloqueo de la superior flota imperial y hostigar los puertos ocupados y las unidades o divisiones destacadas por el enemigo.
En 1826 asistió al combate de Punta Colares (9 de febrero), durante el cual estuvo en peligro de volar su santabárbara y en tres oportunidades vio desmontada su batería de babor.
Tras efectuar misiones de transporte de tropas a la Banda Oriental y protección de convoyes mercantes, se unió a la escuadrilla que Brown, burlando el bloqueo, guio contra Colonia del Sacramento, plaza fuerte ocupada por los brasileños y base secundaria de sus operaciones.

#### Ataque a Colonia
Al mediodía del 25 de febrero la escuadrilla se presentó al sur del puerto de Colonia y rechazada la intimación de rendición, aún sin tener novedades de las fuerzas orientales que debían apoyar el ataque desde tierra, Brown inició el ataque a las 8:00 horas del 26 de febrero, avanzando por popa hacia el puerto, iniciándose pronto un intenso intercambio de balas y metralla que se mantuvo hasta las 10:00, hora en que Brown envió un nuevo parlamento, sin más éxito que el anterior pero que aprovechó para efectuar reparaciones. 
En las maniobras previas al reinició del combate, el Belgrano, bajo el mando de Leonardo Rosales, se fue sobre la restinga de piedras del islote de San Gabriel y varó al alcance de la artillería enemiga, tanto la de los buques acoderados en el puerto como la de los cañones del fuerte de Santa Rita.
Mientras varaba momentáneamente la Sarandí y el resto de la flota intentaba apoyarlos, Rosales respondió con la artillería de una banda mientras intentaba aligerar el buque trasladando la artillería de la opuesta a una cañonera. 
El intento fue infructuoso y cuando en la tarde cayó el palo de proa bajo el fuego enemigo, el daño en el buque era extenso. En las últimas horas de la tarde salió de puerto la goleta Concepción y varios lanchones del puerto con tropas para intentar el abordaje, que fracaso por la resistencia de la reducida tripulacíon que se mantuvo en cubierta al mando de Rosales.
El Belgrano no consiguió zafar de la varadura. Tras un fuerte temporal que castigó la ya maltrecha nave esa noche y los siguientes dos días, en la noche del 28 de febrero el bergantín finalmente se desfondó, cuando ya la totalidad de la tripulación y la mayor parte de su artillería había sido transbordada. Las bajas ascendían a 9 muertos y 10 heridos graves.
Ya finalizada la guerra, en 1829 restos del buque fueron vendidos como leña a Federico Fossant en $21000.
En el 2009 el buzo Ruben Collado encontró en la bahía de Colonia restos de varias embarcaciones, entre ellos los de un bergantín al que identificó como el General Belgrano.